# Ion Cristinoiu
Ion Cristinoiu (n. 26 ianuarie 1942 – d. 21 noiembrie 2001) a fost un compozitor, orchestrator, dirijor și instrumentist român. A urmat cursurile Școlii de muzică și ale Conservatorului „Ciprian Porumbescu” din București între anii 1959-1964. A făcut parte din orchestra Radioteleviziunii Române între anii 1963-1969 și din formația „Perpetuum Mobile”. A fost membru al Uniunii Compozitorilor și Muzicologilor din România din anul 1969. Debutul în televiziune a fost în 1964 cu melodia Vreau să știu. A scris melodii de muzică ușoară și muzică de film.
A participat în calitate de dirijor la Festivalul internațional de la Atena în 1969 și la „Festivalul cântecului”, unde și-a prezentat piesa proprie Mediterana.

### Creație
Peste 700 piese de muzică ușoară; peste 3000 de orchestrații.
Șlagăre de mare audiență în ordine cronologică:
- Cheamă-mă
- Te-așteaptă un om - Dan Spǎtaru
- Iar
- Încrederea - Marina Voica
- Mediterana - Margareta Pâslaru - 1970
- Ani fericiți
- Melodiile dragostei - Margareta Pâslaru - 1975
- Nu te mai gândi
- N-am noroc - Anda Cǎlugǎreanu
- Iubește-mă din nou
- Pânza bărcii
- Nicio lacrimă - Dan Spǎtaru
- Revederea
- Uită nostalgia - Corina Chiriac
- Începe o vacanță - Margareta Pâslaru - 1979
- Nimic de zis - Margareta Pâslaru - 1980
- O viață avem ca oameni - Margareta Pâslaru - 1980
- Când ai sǎ cunoști toți prietenii mei - Margareta Pâslaru - 1982
- Taina nopții - Mirabela Dauer
- Casa mea - Angela Similea
- De singurătate
- Nu e drept să fii uitat
- Ce mică-i vacanța mare - Corina Chiriac
- Să crezi în dragostea mea
- Dacă n-ai fi existat
- Ne mai vedem și mâine
- Iartă
- Strada fără amintiri
- De n-ai să vii
- Atunci când nu ești
- Raiul pe pământ

### Muzică de scenă, reviste
A scris muzică pentru cinci spectacole de revistă:
- „Dragoste și aventură” (1973), libret Gheorghe Dumbrăveanu
- „Corăbii pentru dumneavoastră” (1976), libret Mihai Ispirescu
- „Nu sunt turnul Eiffel” (1978), după piesa omonimă de Ecaterina Oproiu, la Teatrul Mic
- „Trei fetițe poștărițe și-un poștaș mai poznaș” (1983), libret de Eugen Rotaru, la Teatrul Muzical din Brașov
- „Trecere în revistă” (1983), libret de Eugen Rotaru, la Cluj-Napoca, Ansamblul „Doina” al Armatei

### Alte activități
Între anii 1963-1969 a fost instrumentist al formației de estradă a Radioteleviziunii (RTV) (dirijor: Sile Dinicu).
Membru al Uniunii Compozitorilor din 1969 și membru GEMA, în Germania, din 1962.
Dirijorul orchestrei de muzică ușoară a RTV în perioada 1989-1995.
Președinte sau membru al unor jurii la festivaluri și concursuri interne sau internaționale.
Compozitorul cu cele mai multe participări, 16, la Festivalul de muzică ușoară de la Mamaia.
Turnee cu formația Perpetum Mobile în Germania, Suedia, Norvegia, URSS, Ungaria, Polonia, Danemarca, în calitate de instrumentist.
- Primul șlagăr: Te-așteaptă un om; versuri: Mihai Dumbravă, interpret: Dan Spătaru, 1966.
- Șlagărul consacrării: Nici o lacrimă; versuri: Mihai Dumbravă; a fost interpretat de 17 concurenți străini în primele trei ediții ale Festivalului Internațional Cerbului de Aur, 1968-1971.

### Muzică de film
A scris muzica pentru 7 filme de lung metraj, printre care:
- Brigada Diverse intră în acțiune (1970);
- Brigada Diverse în alertă! (1971);
- B.D. la munte și la mare (1971);
- Cuibul salamandrelor (1977) - cântecele din film;
- Brațele Afroditei (1979);
- Călătoriile lui Pin-Pin (1990);
- Tusea și junghiul (1992);
- Muzica pentru serialul de desene animate Aventurile lui PIN-PIN

### Premii
- Premiul Uniunii Compozitorilor pentru compoziție în anii 1978, 1979, 1982, 1984, 1995.
- Premiul pentru orchestrație la Festivalul internațional al șlagărului din Dresda, 1982.

A avut cele mai multe participări (16) la Festivalul Mamaia, unde a obținut
- - 5 Trofee Mamaia:
- 1984 De n-ai sa vii; text: Ovidiu Dumitru, solist: Angela Similea
- 1988 Dacă într-o zi mă vei iubi; text: Ovidiu Dumitru, solist: Daniel Iordăchioaie și Deschid fereastra; text: Aurel Storin, solist: Corina Chiriac
- 1992 Lasă-mi pe cer o stea; text: Dan V. Dimitriu, solist: Gabriel Cotabiță
- 1995 Raiul pe pământ; text: Mihai Dumbravă, solist: Gabriel Cotabiță
- 1997 Dacă n-ai pleca; text: Roxana Popescu, solist: Monica Anghel
  - un titlu de laureat, un premiu I, două premii II, două premii III, un premiu al criticii, un premiu al publicului, patru mențiuni.

În afara Festivalului Mamaia, a concurat la toate manifestările de gen, unde a obținut premii:
- nouă premii I, patru premii II, patru premii III, cinci mențiuni ale publicului, două premii speciale ale juriului.

La Festivalul „Crizantema de Aur” a obținut în 1986 Premiul Uniunii Compozitorilor și în 1987 premiul I.
La 8 ani de la plecarea în altă dimensiune, i-a fost conferit premiul I pentru piesa Să ne-amintim de ziua asta, în interpretarea Corinei Chiriac. Versurile aparțin tot compozitorului.